# Vittorio Occorsio
Vittorio Occorsio, född 9 april 1929 i Rom, död 10 juli 1976 i Rom, var en italiensk domare. Han var åklagare vid den rättegång som följde på bombdådet på Piazza Fontana i Milano i december 1969. Occorsio höll anarkisten Pietro Valpreda ansvarig för dådet, men det visade sig senare att nyfascistiska Ordine Nuovo hade förövat bombdådet.
Den 10 juli 1976 lämnade Occorsio i en Fiat 125 sin bostad i Rom för att köra till sitt kontor. Kort därefter sköts han till döds i korsningen mellan Via Mogadiscio och Via del Giuba i Quartiere Trieste i nordöstra Rom. Gärningsmannen, nyfascisten och terroristen Pierluigi Concutelli, mördade Occorsio med 32 skott från en kulsprutepistol; Concutelli dömdes senare till livstids fängelse för mordet.